# 静岡市立竜爪中学校
静岡市立竜爪中学校（しずおかしりつ りゅうそうちゅうがっこう）は、静岡県静岡市葵区瀬名七丁目に所在する中学校である。

## 沿革
- 1987年 - 市立西奈中学校、市立観山中学校の生徒数増加対策として開校（当時の地番：静岡市瀬名4218番地の2）。校章制定。
- 1988年 - 校歌制定。

## 小学校区
- 静岡市立北沼上小学校
- 静岡市立西奈小学校（葵区瀬名一丁目を除く）
- 静岡市立千代田東小学校（葵区西瀬名町1番、南沼上三丁目、南沼上の一部）

## 生徒会活動
- 生徒会本部
  - 選挙管理委員会（生徒会選挙の際に設置される）
  - 学年委員会
  - 環境専門委員会
  - 保健専門委員会
  - 給食専門委員会
  - 広報専門委員会
  - 図書専門委員会
  - 生活専門委員会
  - 竜爪太鼓特別委員会

## 部活動
- 運動部
  - 男子ソフトテニス部
  - 女子ソフトテニス部
  - 野球部
  - サッカー部
  - 男子バスケット部
  - 女子バスケット部
  - 男子卓球部
  - 女子卓球部
  - 女子バレー部
- 文化部
  - 吹奏楽部
  - 美術部　茶道部

●その他
帰宅部

## アクセス
- しずてつジャストライン竜爪山線・草薙瀬名新田線 瀬名新田下バス停から徒歩2分